# Farol da Educação

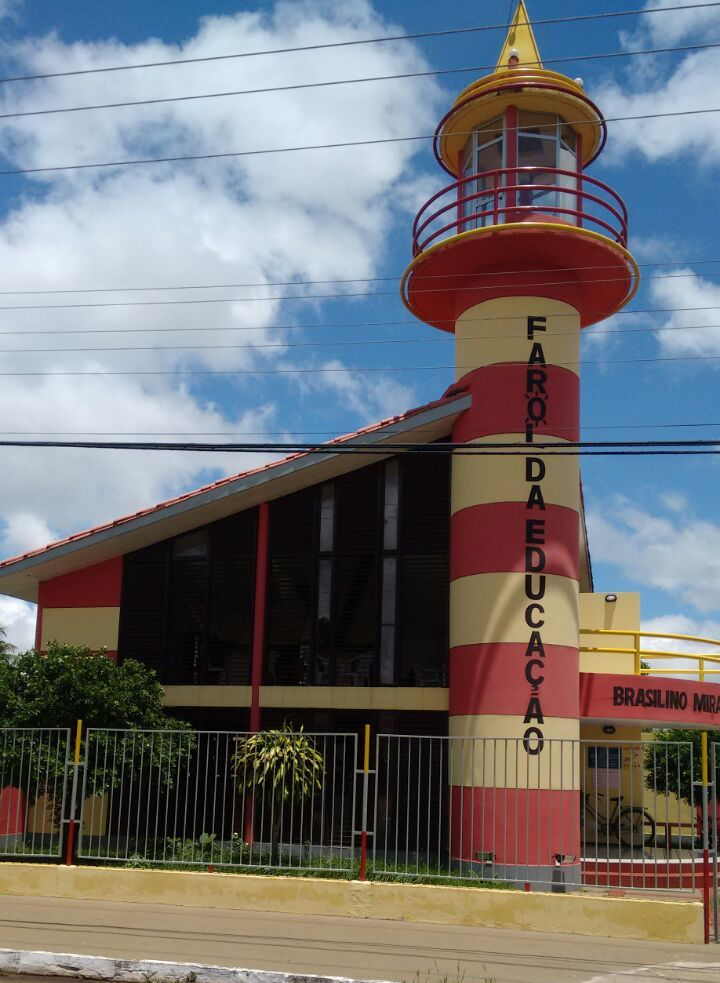
Farol da Educação "Brasilino Miranda", em Bacabal.

Farol da Educação é a denominação dada a uma rede de bibliotecas públicas implementadas pelo governo do estado brasileiro do Maranhão.

## História
O primeiro Farol da Educação foi construído no bairro Maiobão, na cidade de Paço do Lumiar e inaugurado em julho de 1997 como sendo o início de um projeto cultural da Secretaria de Educação do Estado do Maranhão que totaliza 23 bibliotecas idênticas tanto na capital como no interior do estado. O projeto, segundo a revista Nova Escola, foi calculado em um milhão e trezentos mil reais com recursos do governo do estado e do Fundo Nacional de Desenvolvimento da Educação - FNDE. Em 2013 já eram  117 bibliotecas Farol da Educação.

## Padrão arquitetônico
Todas as bibliotecas públicas são construídas em forma de farol, idênticas ao sistema curitibano Farol do Saber, cada farol tem varanda no cimo e em sua base fica a estrutura predial para compor o espaço do acervo e áreas técnicas. Sendo que o projeto arquitetônico de cada Farol da Educação constitui-se de um farol com dez metros de altura apoiado por uma área construída de 88 metros quadrados.

## Acervos
Cada unidade do projeto tinha um acervo de  cinco mil livros com seis funcionários com preparação técnica entre biblioteconomistas, pedagogos, técnicos em bibliotecas e professores que desenvolvem atividades culturais como palestras e leituras de histórias em conjunto com escolas da comunidade.